# Chelisoches
Genre
Synonymes
- Enkrates Burr, 1907
- Kleiduchus Burr, 1911
- Lobophora Serville, 1839

Chelisoches est un genre de dermaptères de la famille des Chelisochidae.

## Espèces
- Chelisoches ater (Bormans, 1900)
- Chelisoches australicus (Le Guillou, 1841)
- Chelisoches handschini Günther, 1934
- Chelisoches kimberleyensis Mjöberg, 1913
- Chelisoches morio (Fabricius, 1775)
- Chelisoches variegatus (Burr, 1917)

Noms en synonymie
- Chelisoches elegans, un synonyme de Euenkrates elegans